# Sechium edule
Sechium edule (Jacq.) Swartz  é uma planta da família Cucurbitaceae cujo fruto é uma hortaliça conhecida pelos nomes comuns de chuchu, machucho, caiota (Açores) e pimpinela (ilha da Madeira). Existe em abundância na ilha da Madeira, principalmente junto aos cursos de água (ribeiras e nascentes).

## História

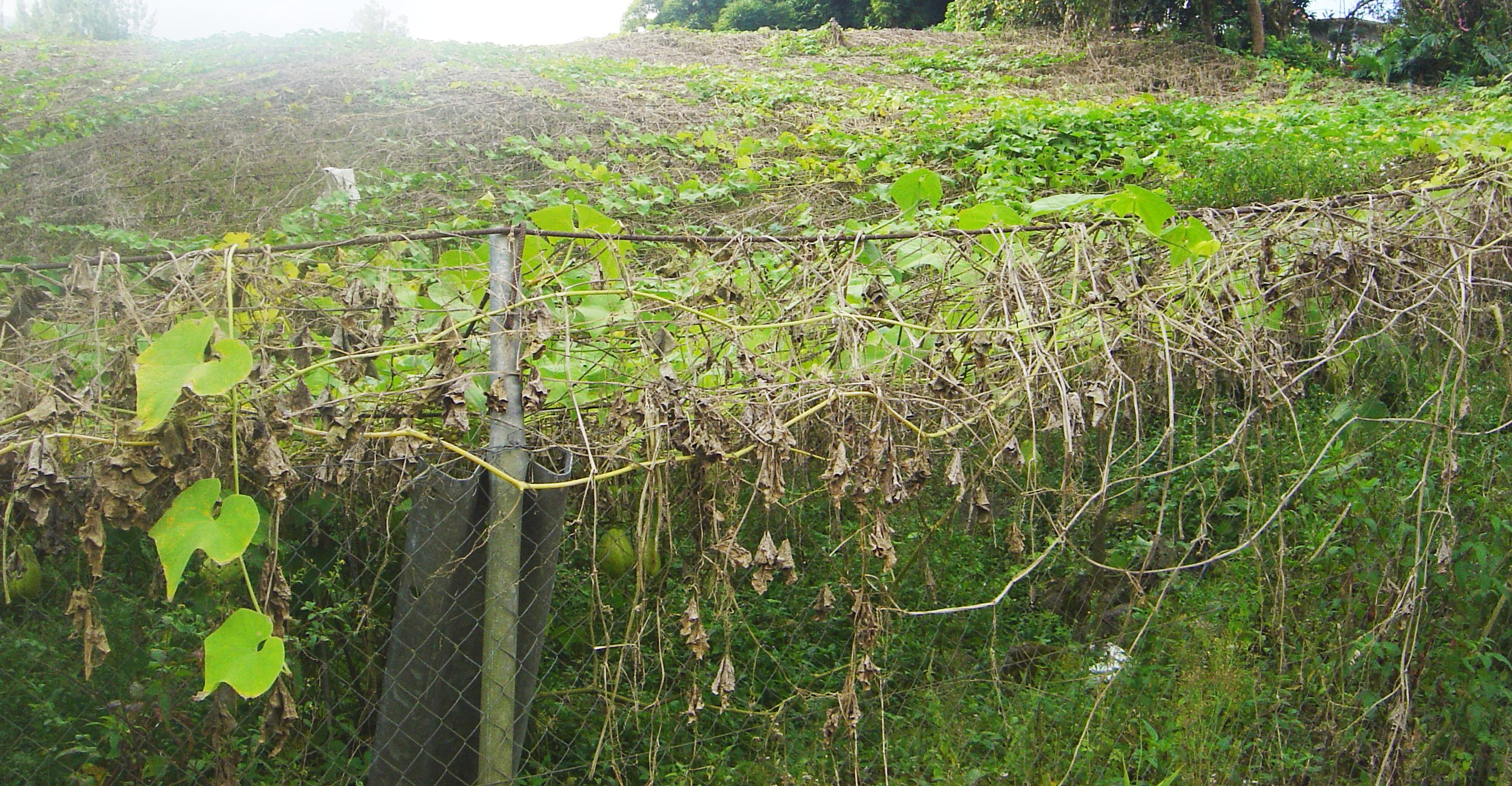
Plantação de chuchu nas Ilhas Reunião.

Sua origem é atribuída à América Central em países como Costa Rica e Panamá. Foi registrada pela primeira vez pelo botânico Patrick Browne em 1756.
Segundo alguns historiadores, essa hortaliça já era cultivada  no Caribe à época do descobrimento da América. É uma trepadeira herbácea da família das cucurbitáceas.
Era bem conhecida na antiguidade pelos astecas e tinha grande destaque entre as demais hortaliças cultivadas na época, devido ao seu sabor característico e bastante suave, podendo ser consumido durante o ano todo. De fácil digestão, rica em fibras e pobre em calorias, bom para um regime alimentar.
Na Madeira, é conhecida por pepinela ou pimpinela e faz parte da gastronomia local, sendo normalmente cozida com feijão com casca, batatas e maçarocas de milho para acompanhar pratos de peixe, normalmente caldeiradas.

## Nutrientes
Destaca-se por ser uma fonte de potássio e fornecer vitaminas A e C. O chuchu é uma cucurbitácea, tal como o pepino, as abóboras, o melão e a melancia.
Do chuchu nada é desperdiçado: pode-se consumir as folhas, brotos e raízes da planta, depois de devidamente lavados. Os brotos refogados são ricos em vitaminas B e C e sais minerais como cálcio, fósforo e ferro.

## Variações

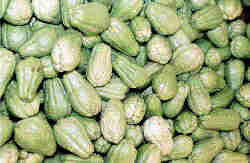
Chuchus.

Possui uma grande gama de frutos quanto à forma, tamanho e cor. Estes podem ser arredondados ou terem a forma de pera, mais comumente encontrada nas feiras e quitandas.
A casca pode ser lisa ou com espinhos, conforme a cultivar, sua cor varia do branco ao verde bem escuro. No mercado há preferência pelos frutos de casca verde-clara, sem espinhos, com tamanho de 12 a 18 cm de comprimento (fruto graúdo) e 7 a 10 cm (fruto miúdo).  Os frutos  quando passados apresentam a casca sem brilho e amarelada e com a ponta mais larga começando a se abrir. Por ser um fruto muito frágil, machuca-se com facilidade e a casca escurece rapidamente quando danificada, portanto deve-se escolher os frutos com cuidado, evitando de feri-los.
Pode-se encontrá-lo já descascado, cortado em cubos e embalado com filmes de plástico, ao natural ou pré-cozidos em mercados e locais de grande acesso público.

## Conservação
Sempre deve-se certificar de que esse produto esteja exposto em gôndolas refrigeradas para garantir a sua adequada conservação, pois quando mantido em condição ambiente, estraga-se rapidamente. Os melhores preços de chuchu ocorrem entre os meses de junho a outubro.
Para conservá-lo, deve-se mantê-lo em condição ambiente entre 3 a 5 dias depois de colhidos, pois murcham muito rapidamente. Podemos conservá-lo por maior tempo entre 6 a 8 dias, na parte de baixo da geladeira, embalados em saco de plástico, caso contrário queimam-se com o frio pois são sensíveis a temperaturas baixas. O produto já descascado e picado conserva-se por até 3 dias após seu preparo, desde que mantido embalado em vasilha tampada ou em saco de plástico, na gaveta inferior da geladeira.
Para consumi-los não se deve comê-los crus, pois são duros para mastigar e quando os cortamos  e o descascamos crus, deve-se fazê-lo em baixo de água corrente pois estes têm um líquido que  gruda nas mãos. Podem ser cozidos e refogados, pode-se transformá-los em cremes, sopas, suflês, bolo ou salada fria. Para consumo como refogado ou salada, deve-se escolher os frutos mais novos e menores e com casca brilhante.
Quando os frutos estão maduros, com a parte de baixo se abrindo, são excelentes para a elaboração de suflês, pois são mais consistentes e têm mais fibra. A casca pode ser removida antes ou após o cozimento. Quando os frutos estão bem novos podem ser consumidos com casca e miolo.

## Doenças
O fungo vassoura-de-bruxa já foi encontrado no Rio de Janeiro, São Paulo, Pernambuco, Minas Gerais, Paraná e mais recentemente no Espírito Santo causando extensos prejuízos aos produtores. Variações dessa doença também afetam o cacau, a batata-doce e o amendoim. Ainda não se sabe a causa mas suspeita-se de insetos transmissores. Como os frutos contaminados são facilmente visíveis e assim evitados não há riscos significativos para a saúde humana.